# Méthacrylate de méthyle (maladie professionnelle)
Une intoxication au méthacrylate de méthyle peut être reconnue comme maladie professionnelle dans certains pays, sous conditions.
Cet article relève du domaine de la législation sur la protection sociale et a un caractère davantage juridique que médical.

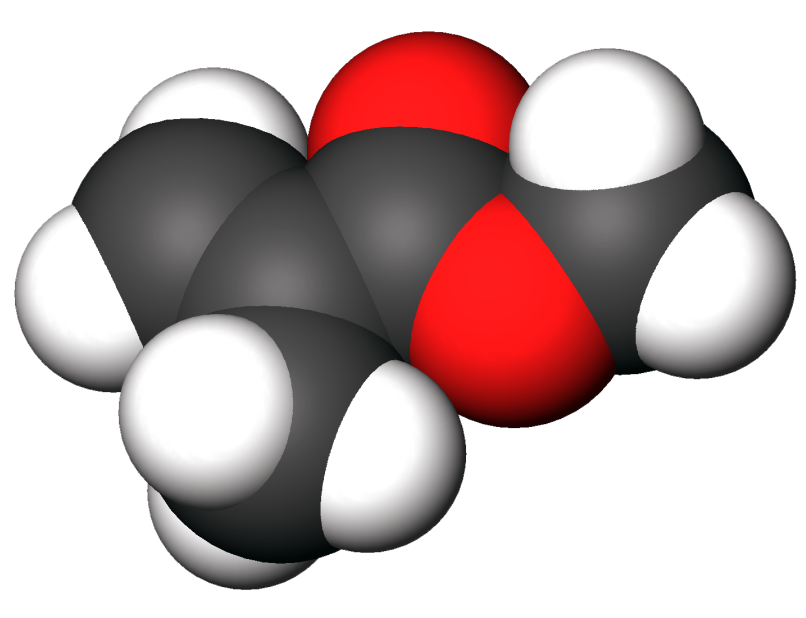
méthacrylate de méthyle

## Législation enFrance

### Régime général
| Fiche Maladie professionnelle | Fiche Maladie professionnelle | Fiche Maladie professionnelle |
| Ce tableau définit les critères à prendre en compte pour qu'une allergie au méthacrylate de méthyle soit prise en charge au titre de la maladie professionnelle | Ce tableau définit les critères à prendre en compte pour qu'une allergie au méthacrylate de méthyle soit prise en charge au titre de la maladie professionnelle | Ce tableau définit les critères à prendre en compte pour qu'une allergie au méthacrylate de méthyle soit prise en charge au titre de la maladie professionnelle |
| Régime général. Date de création : 22 juillet 1987 | Régime général. Date de création : 22 juillet 1987 | Régime général. Date de création : 22 juillet 1987 |
| Tableau N° 82 RG | Tableau N° 82 RG | Tableau N° 82 RG |
| Affections provoquées par le méthacrylate de méthyle | Affections provoquées par le méthacrylate de méthyle | Affections provoquées par le méthacrylate de méthyle |
| --- | --- | --- |
| Désignation des maladies | Délai de prise en charge | Liste limitative des principaux travaux susceptibles de provoquer ces maladies |
| Rhinite récidivant en cas de nouvelle exposition au risque ou confirmée par test.                                                                               | 7 jours | Travaux comportant la manipulation ou l'emploi de méthacrylate de méthyle notamment : |
| Asthme objectivé par explorations fonctionnelles respiratoires récidivant en cas de nouvelle exposition au risque ou confirmé par test.                         | 7 jours | - La fabrication de résines acryliques ; - La fabrication des matériaux acryliques ; - La fabrication et l'emploi d'encres, de colles, de peintures à base de méthacrylate de méthyle ; - La fabrication de prothèses, en particulier en chirurgie orthopédique, dentaire et oculaire ; - En histologie osseuse. |
| Conjonctivite récidivant en cas de nouvelle exposition au risque                                                                                                | 7 jours | |
| Lésions eczématiformes récidivant en cas de nouvelles exposition au risque ou confirmés par un test cutané                                                      | 15 jours | |
| Manifestations respiratoires chroniques avec altérations des épreuves fonctionnelles respiratoires, survenant après l'une des affections énumérées ci-dessus.   | 1 an | |
| Date de mise à jour : 11 février 2003 | | |

### Données professionnelles
Le méthacrylate de méthyle est le monomère du polyméthacrylate de méthyle (Lucite, Plexiglas, Altuglas, Perspex).
C’est un composé organique dont la formule chimique est la suivante :
CH  2  = C (CH  3 ) CO  2  CH  3 .
Cet ester méthylique de l'acide méthacrylique (MMA) est un monomère qui se présente sous la forme d’un liquide incolore utilisé pour la fabrication de verres transparents et de plastiques en polyméthacrylate de méthyle (PMMA).
La principale utilisation du méthacrylate de méthyle est la production de matière plastique acrylique en polyméthacrylate de méthyle. Le méthacrylate de méthyle est aussi utilisé pour la production du copolymères du méthacrylate de méthyle-butadiène-styrène (MBS), utilisé comme modificateur du PVC.
Les polymères du méthacrylate de méthyle et les copolymères sont utilisés pour fabriquer des peintures à l'eau ils servent également à la formulation d’adhésifs.
Une application récente est l'utilisation de films qui pour empêcher la lumière des écrans LCD d'ordinateurs et de téléviseurs de diffuser de manière non directionnelle.
Le méthacrylate de méthyle est également utilisé pour préserver de la corrosion les moulages anatomiques d’organes, comme le cœur et les artères coronaires.

### Données médicales
Le méthacrylate de méthyle est responsable de manifestations allergiques cutanées et respiratoires.